# 古澤力
古澤 力（ふるさわ ちから、1972年 - ）は、生物物理学者、東京大学教授。

## 略歴
- 1991年 明治大学付属明治高等学校卒業
- 1995年 明治大学理工学部（物理学科）卒業
- 1997年 東京大学総合文化研究科（広域科学専攻）博士前期課程修了
- 2000年 東京大学総合文化研究科（広域科学専攻）博士後期課程修了
- 2000年 博士（学術）
- 2001年 理化学研究所発生再生総合研究センター基礎特別研究員
- 2003年 大阪大学大学院情報科学研究科准教授
- 2005年 ERATO複雑系生命プロジェクト グループリーダー
- 2011年 理化学研究所生命システム研究センター チームリーダー
- 2012年 大阪大学大学院情報科学研究科 招へい教授
- 2016年 東京大学大学院理学系研究科教授

### 受賞
- 2010年 大阪大学 飛翔研究フェロー
- 2011年 西宮湯川記念賞
- 2011年 文部科学大臣表彰 若手科学者賞
- 2012年 大阪大学総長表彰
- 2012年 発酵と代謝若手奨励賞